# Alhóndiga de Granaditas
La Alhóndiga de Granaditas es un edificio construido en la ciudad de Guanajuato, en el estado de Guanajuato, México, a finales del siglo XVIII, en tiempos del virreinato, empleado en un principio como almacén y comercio de granos (es decir, una alhóndiga). Fue uno de los principales y primeros escenarios de la lucha de independencia de México, ya que durante el ataque por el ejército insurgente a la ciudad de Guanajuato, en su interior se refugiaron familias peninsulares y se acuartelaron las tropas realistas, por lo que fue asediado por las tropas rebeldes capitaneadas por Miguel Hidalgo y Costilla e Ignacio Allende, ataque que duró hasta que fue tomado el edificio y masacrados sus ocupantes (en su mayoría civiles), el 28 de septiembre de 1810, gracias a un personaje conocido como Juan José de los Reyes Martínez Amaro, apodado El Pípila, quien permitió el acceso a la alhóndiga incendiando sus puertas, tras pasar por una lluvia de balas cubriéndose la espalda con una losa de piedra.
Desde 1958 funciona en el edificio el Museo Regional de Guanajuato Alhóndiga de Granaditas.

## Historia

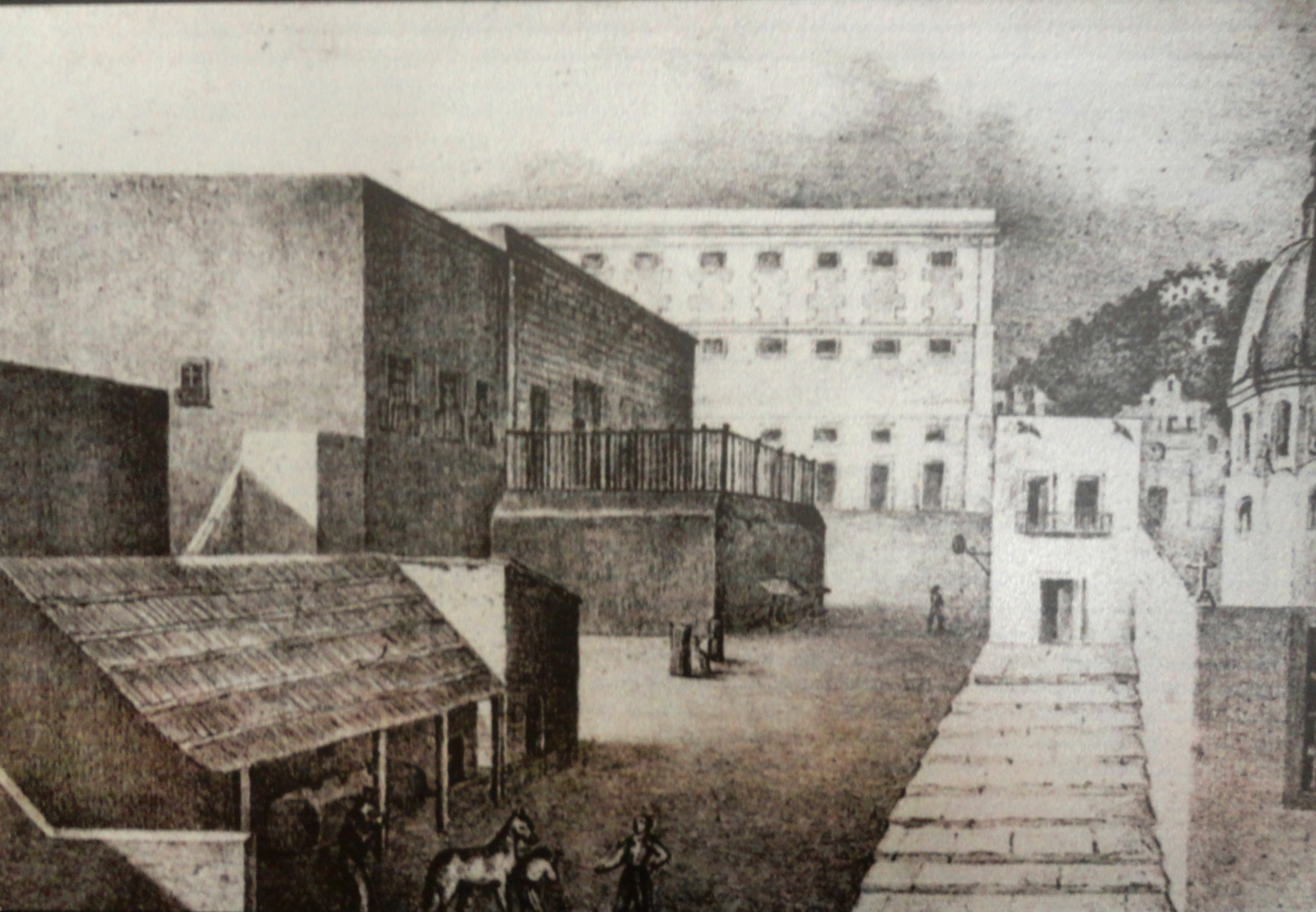
Alhóndiga de Granaditas a inicios del

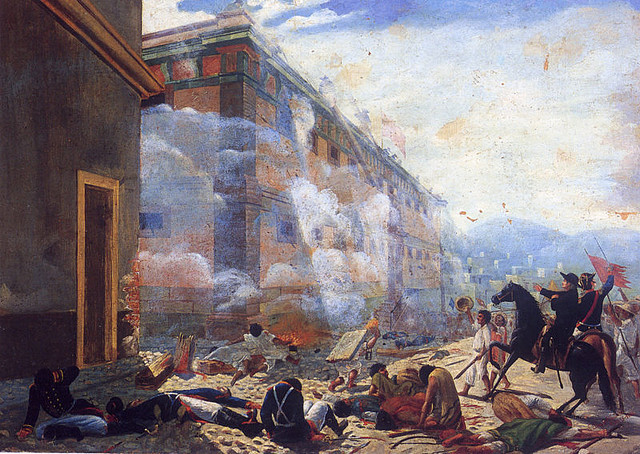
Toma de la Alhóndiga de Granaditas, 28 de septiembre del 1810

La construcción se inició en 1796, por orden del virrey Miguel de la Grúa Talamanca de Carini y Branciforte, proyectada por el arquitecto José del Mazo y Avilés. Los encargados de los trabajos fueron el maestro Juan de Dios Trinidad Pérez y Francisco Ortiz de Castro. Fue concluida el 7 de noviembre de 1809. Su fin principal era el almacenaje de granos, pero esa función duró poco, ya que a los pocos meses, en septiembre de 1810, la ciudad fue tomada por los insurgentes. 
Durante la toma de la ciudad, el 28 de septiembre del mismo año, las tropas realistas comandadas por el intendente del centro minero de la ciudad, el militar Juan Antonio Riaño, se acuartelaron dentro de la alhóndiga para resistir a las fuerzas insurgentes comandadas principalmente por el cura Miguel Hidalgo y Costilla, Ignacio Allende y Unzaga, Juan Aldama, Mariano Abasolo y Mariano Jiménez. Al movimiento insurgente se habían unido un contingente de trabajadores mineros, por lo que uno de ellos, de nombre Juan José de los Reyes Martínez Amaro, apodado El Pípila, tomó como caparazón una losa de piedra que cargó a su espalda para cubrirse del fuego cruzado, con lo que llegó hasta la puerta de la Alhóndiga y le prendió fuego con una antorcha y unas varas de ocote, con lo que el ejército insurgente pudo entrar al edificio, vencer a los realistas y tomar la ciudad. Todos los realistas, en su mayoría familias peninsulares de los alrededores refugiadas en el edificio, fueron masacrados y la Alhóndiga saqueada, al igual que el resto de la ciudad de Guanajuato entre jueves y viernes (27-28). El 29 de septiembre la ciudad era irreconocible, totalmente vandalizada y destruida. Una crónica de la época culmina el narrar la barbarie:

(...) amaneció el sábado 29 [de septiembre] irreconocible esta ciudad, 34 tiendas ya no existían, ni los mostradores ni armazones
de ellas. Las casas de los europeos quitadas hasta las chapas, vidrieras y balcones. No se encontraba en la calle ninguna persona decente y con mucho trabajo se conocía a tal cual de la plebe, todo inundado de hombres con lanzas, machetes, fusiles, flechas y hondas. Con ser día de fiesta no se dio misa en ninguna parte y todo era confusión y gritos de mueran los gachupines.
Relación de lo acaecido en esta ciudad de Guanajuato desde el día 13 de septiembre hasta el 11 de diciembre de 1810 (documento 157), en Hernández y Dávalos, J. E. (1878). Colección de documentos para la historia de la guerra de independencia de México de 1808 a 1821 (t. II, VI t.); apud. Gutiérrez Escudero, 2008: 236-37.

Después de muertos los héroes independentistas Miguel Hidalgo, Juan Aldama, Ignacio Allende y José Mariano Jiménez, sus cabezas fueron colgadas dentro de jaulas de cada una de las esquinas de la alhóndiga con la intención de provocar miedo entre la sociedad , enviando el mensaje que tendrían el mismo destino aquellos que osasen apoyar el movimiento independentista. Permanecieron exhibidas desde el 14 de octubre de 1811 hasta marzo de 1821.

## Arquitectura

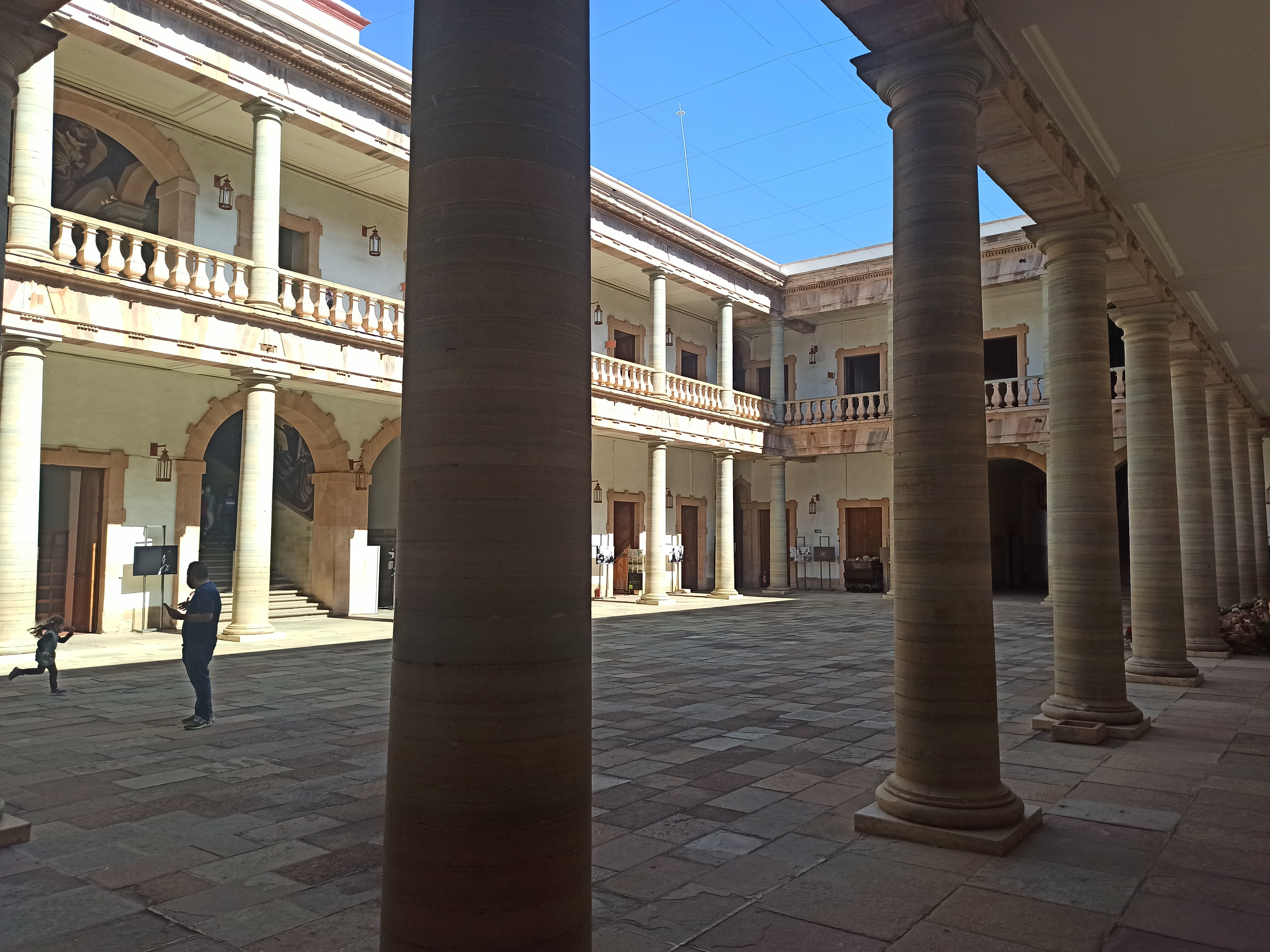
Patio central de la Alhóndiga

Mide 75 metros de largo por 68 de ancho, con una altura de 23 metros y ocupa un área de 5100 metros cuadrados. Está construida sobre una loma, y dos de sus lados están flanqueados por dos cerros, producto de la geografía accidentada de la ciudad. En el exterior no tiene adornos, con excepción de las ventanas ubicadas a lo alto de cada troje; además tiene una cornisa de estilo dórico, construida con las dos clases de piedra de la región, verdosa y rojiza. Esto le da un curioso aspecto de casa fuerte o castillo, y así lo llegó a nombrar el pueblo de Guanajuato. En el interior hay un pórtico de dos altos que da a un patio central amplio y espacioso; el pórtico inferior tiene columnas y adornos de estilo toscano, mientras que el superior es de estilo dórico, con balaustres de piedra ubicados en los intercolumnios. Tiene dos escaleras que comunican el piso alto con el bajo, y cada piso tiene trojes independientes. La Alhóndiga tiene solo dos puertas de acceso, una pequeña, que da al Oriente, adornada con dos columnas, y otra, más grande, del mismo estilo, al norte, desde donde descienden escalinatas hasta una plazoleta al pie de la loma en la que está construida. La Alhóndiga fue utilizada, primero, para la compra y venta de trigo, maíz y otros granos, y, después de la Independencia, como almacén de trabajo, cuartel militar y prisión. Desde 1958, sirve como sede del Museo Regional de la Alhóndiga de Granaditas.

## Ubicación
La Alhóndiga de Granaditas se encuentra en la calle 28 de Septiembre, esquina con Mendizábal, en el centro histórico de la ciudad de Guanajuato, capital del estado de Guanajuato, en México, frente al Archivo Histórico de la Ciudad; atrás se encuentra la Iglesia de Belem, al lado izquierdo la avenida Juárez y a la derecha la escuela Carlos Montes de Oca. La Alhóndiga está rodeada por las calles San Javier, Insurgencia y Mendizabal, así como de la Galarza.